# Radhika Coomaraswamy
Radhika Coomaraswamy (Colombo, 17 de septiembre de 1953) es una política y diplomática esrilanquesa. Fue Representante Especial del Secretario General de las Naciones Unidas para la Cuestión de los Niños y los Conflictos Armados, desde abril de 2006 hasta el 13 de julio de 2012, designada por el secretario general Kofi Annan. Fue nominada para el Consejo Constitucional de Sri Lanka como representante civil el 10 de septiembre de 2015.

## Antecedentes
Coomaraswamy presidió la Comisión de Derechos Humanos de Sri Lanka, siendo una conocida defensora de los derechos humanos que ha trabajado como informante especial de las Naciones Unidas sobre violencia contra la mujer entre 1994 y 2003.
En sus informes a la Comisión de Derechos Humanos de las Naciones Unidas, ha escrito sobre violencia familiar, violencia comunitaria, violencia contra mujeres en conflictos armados y sobre la trata de personas. Fuerte promotora de los derechos de la mujer, ha intervenido  en distintos lugares del mundo buscando esclarecer casos que involucraban violencia contra las mujeres. Ha compilado un informe acerca de las mujeres de consuelo y ha dirigido visitas a Japón y Corea por este tema; ha organizado misiones a Ruanda, Colombia, Haití e Indonesia en lo que respecta a violencia contra las mujeres en tiempos de guerra; a Polonia, India, Bangladés y Nepal por cuestiones vinculadas a tráfico de personas; a Estados Unidos por mujeres en cárceles, a Brasil, por violencia doméstica, y a Cuba por violencia contra la mujer en general.

## Premios
El presidente de Sri Lanka le otorgó el título de Deshamanya, una prestigiosa distinción nacional. También recibió el 
International Law Award de la American Bar Association, el Premio Derechos Humanos de Global Rights, el Premio Bruno Kreisky del 2000, el Premio de Derechos Humanos Leo Ettinger de la Universidad de Oslo, el Premio Arzobispo Oscar Romero de la Universidad de Dayton, el Premio William J. Butler de la Universidad de Cincinnati y el premio Robert S. Litvack de la Universidad McGill.

## Educación
Radhika Coomaraswamy se graduó en la Escuela Internacional de las Naciones Unidas, en la ciudad de Nueva York. Recibió un B.A. de la Universidad de Yale, su Juris Doctor de la Universidad de Columbia, una Maestría en Leyes de la Universidad de Harvard y Doctorados honoris causa del Amherst College, el KU Leuven, la Universidad de Edimburgo, la Universidad de Essex y el CUNY School of Law.